# Sarni
Sarni (en hindi: सारणी ) es una localidad de la India en el distrito de Betul, estado de Madhya Pradesh.

## Geografía
Se encuentra a una altitud de 464 m s. n. m. a 185 km de la capital estatal, Bhopal, en la zona horaria UTC +5:30.

## Demografía
Según estimación 2010 contaba con una población de 103 250 habitantes.